# Natrojarosite
La natrojarosite est une espèce minérale constituée d'hydroxy-sulfate de fer(III) et de sodium de formule :
NaFe3(SO4)2(OH)6

## Historique de la description et appellations

### Inventeur et étymologie
Décrite en 1902 par Hillebrand et Penfield ; Le nom du minéral fait référence à sa composition : "jarosite natrifère" qui contient du natrium c'est-à-dire du sodium.

### Topotype
- Gisement
  - Soda Springs Valley, Nevada, États-Unis
- Échantillons 
  - Université Yale
  - New Haven, Connecticut, États-Unis, N°:3.3160
  - National Museum of Natural History
  - Washington D.C., États-Unis, N°:86932, R6307.

## Caractéristiques physico-chimiques

### Cristallochimie
Elle fait partie du groupe de l'alunite et tout particulièrement du sous-groupe de la jarosite.
Sous-groupe de la jarosite :
- Ammoniojarosite : (NH4)Fe3(SO4)2(OH)6 R 3m 3m
- Argentojarosite : AgFe3(SO4)2(OH)6 R 3m 3m
- Beaverite : PbCu(Fe,Al)2(SO4)2(OH)6 R 3m 3m
- Dorallcharite : (Tl,K)Fe3(SO4)2(OH)6 R 3m 3 2/m
- Hydroniumjarosite : (H3O)Fe3(SO4)2(OH)6 R 3m 3m
- Jarosite : KFe3(SO4)2(OH)6 R 3 3
- Natrojarosite : NaFe3(SO4)2(OH)6 R 3m 3m
- Plumbojarosite : PbFe6(SO4)4(OH)12 R 3m 3 2/m

### Cristallographie
- Paramètres de la maille conventionnelle : {\displaystyle a} = 7,33 Å, {\displaystyle c} = 16,74 Å ; Z = 3 ; V = 727,72 Å3
- Densité calculée = 3,32 g cm−3

## Gîtes et gisements

### Gîtologie et minéraux associés
- Gîtologie : Formée dans les zones d'oxydation des veines minéralisé par altération de la pyrite en milieu sodique; Mais aussi plus rarement par sublimât volcanique.
- Minéraux associés : alunite, gypse, jarosite, plumbojarosite.

### Gisements producteurs de spécimens remarquables
- Belgique

Lambermont, Verviers, Province de Liège 
- Canada

Carrière Francon, Montréal, Québec 
- États-Unis

Soda Springs Valley, Nevada, (Toptoype)
- France

La mine de La Grange, Meymac, Corrèze, Limousin 